# Біблія для віруючих і невіруючих
Біблія для віруючих і невіруючих — атеїстична книга Омеляна Ярославського. Ця книга почала друкуватися наприкінці 1922 року у вигляді статей в газеті «Безбожник». У 1923—1925 роках книга вийшла окремим виданням (частини I і II — в 1923 році, частина III — в 1924, IV і V — в 1925 році) і з того часу неодноразово перевидавалась.
У 1977 році побачило світ її третє видання українською мовою.

## Зміст
Ярославський у своїй книзі, на думку радянських літературних критиків, розкриває характер Біблії, намагається показати, що в ній немає нічого божественного, критикує її.
У «Біблії для віруючих і невіруючих» автор висвітлює погляди, за якими біблійна мораль склалася в епоху родового ладу і рабовласницького суспільства й тому аж ніяк не може бути нормою поведінки для сучасної людини.